# NTT東日本-南関東

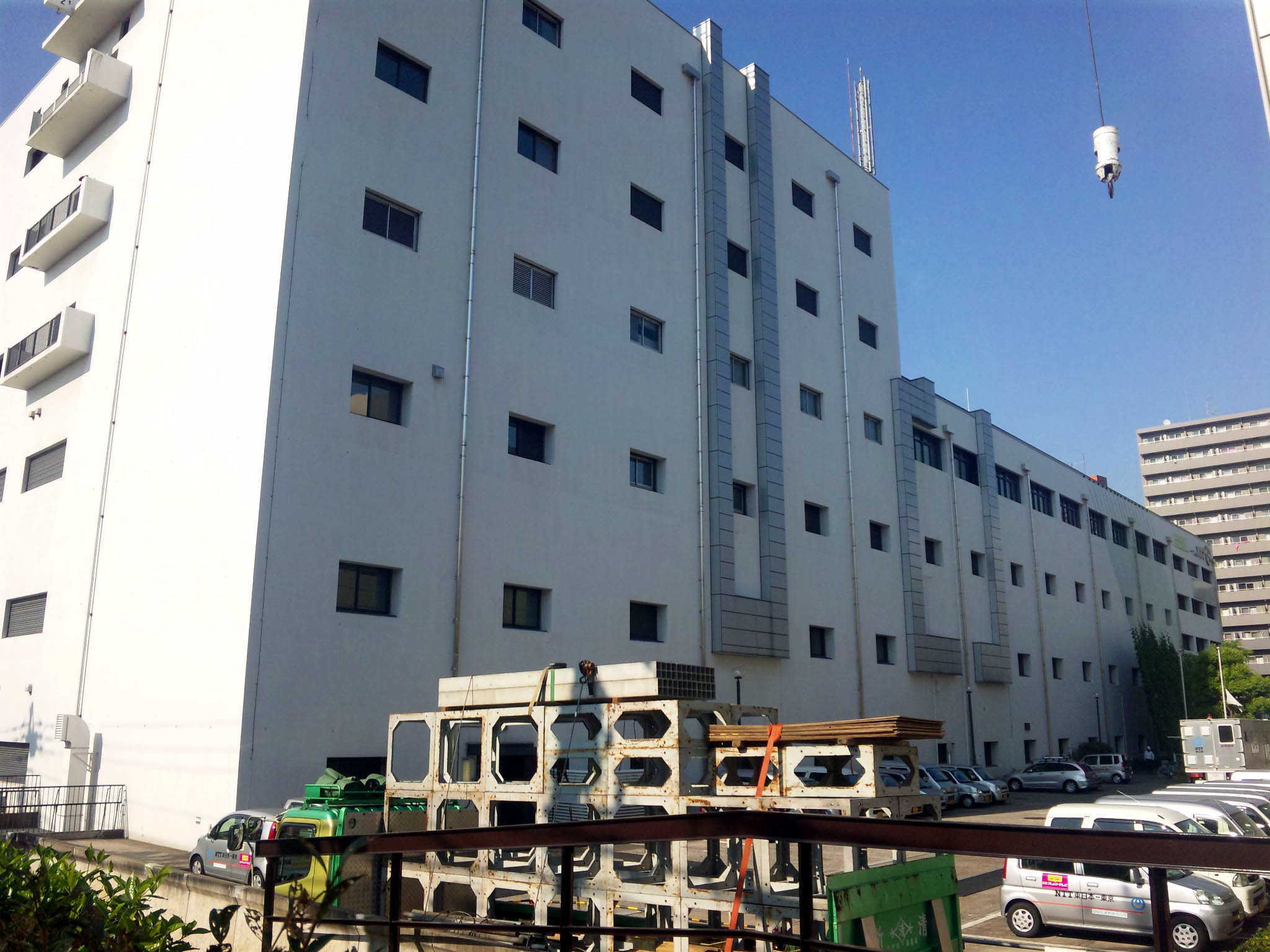
東京北支店

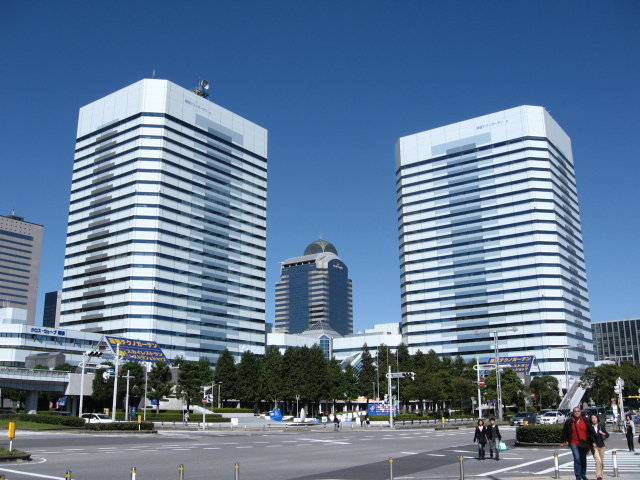
千葉支店

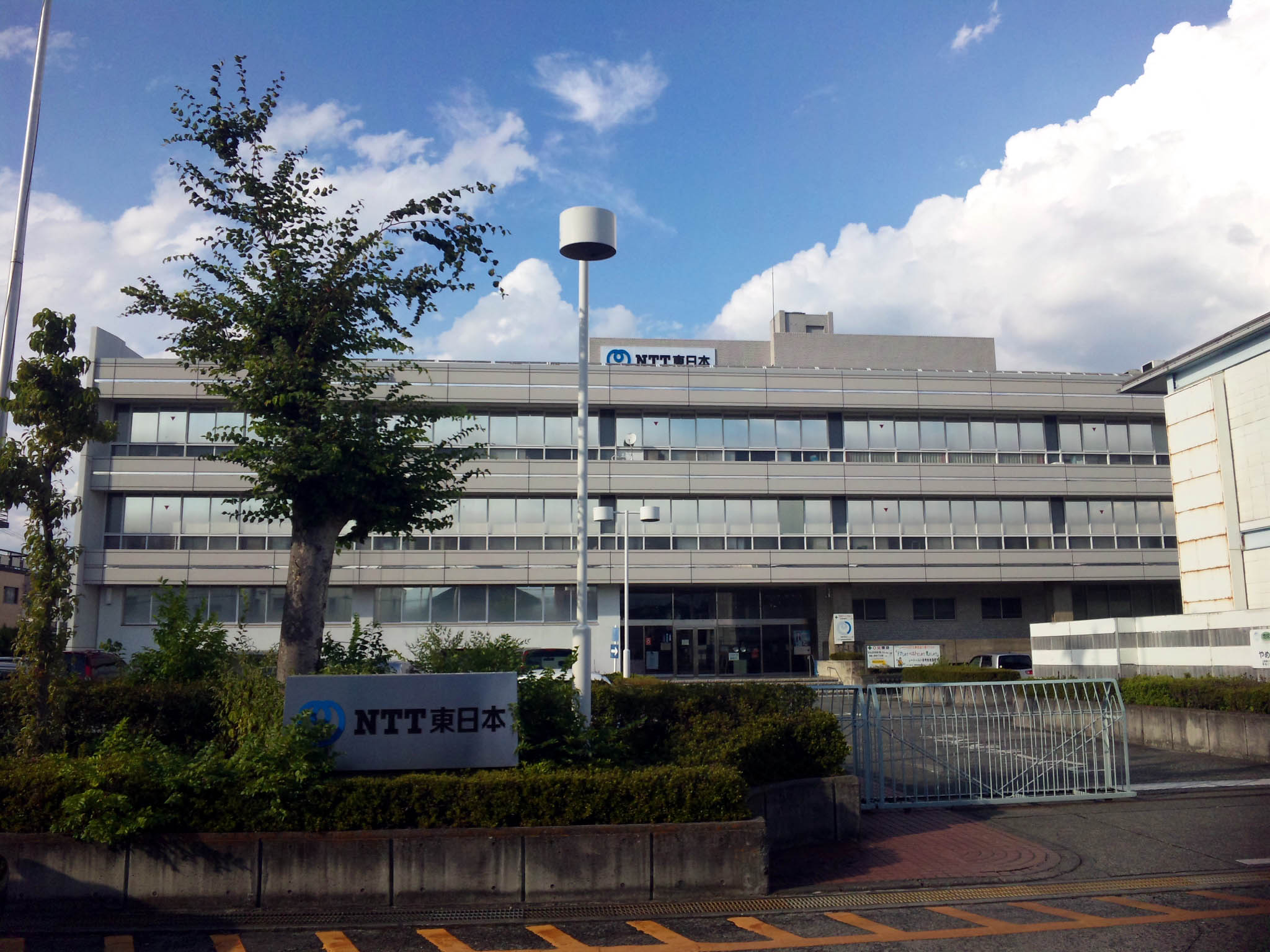
山梨支店

株式会社NTT東日本-南関東（エヌティティひがしにほん-みなみかんとう）は、NTT東日本の支店が担当していた業務を受託した地域子会社のうちの1社である。
2014年7月1日に株式会社NTT東日本-東京が、株式会社NTT東日本-神奈川、株式会社NTT東日本-千葉、株式会社NTT東日本-山梨、株式会社NTT東日本-茨城、株式会社NTT東日本ソリューションズの5社を吸収合併し、商号変更した。

## 概要
2002年5月1日に日本電信電話株式会社（現・NTT株式会社）、東日本電信電話株式会社（現・NTT東日本株式会社）および西日本電信電話株式会社（現・NTT西日本株式会社）が公表した「NTT東西の構造改革について」（2001年11月22日公表）に基づき、NTT東日本東京支店管内に、株式会社エヌ・ティ・ティ サービス東京（営業系）、株式会社エヌ・ティ・ティ エムイー東京（設備系）及び株式会社エヌ・ティ・ティ・ビジネスアソシエ東京（共通系）のアウトソーシング会社3社が設立された。また、神奈川・千葉・山梨・茨城にも同様に各3社が設立。
2005年7月1日には株式会社NTTサービス東京、株式会社NTTエムイー東京及び株式会社NTTビジネスアソシエ東京が統合した上で、5ブロックに分割され、株式会社NTT東日本-東京南、株式会社NTT東日本-東京中央、株式会社NTT東日本-東京北、株式会社NTT東日本-東京東、株式会社NTT東日本-東京西となった。同時に、NTT東日本東京支店の営業業務等も委託される。神奈川・千葉・山梨・茨城でも同様に統合及び委託され、株式会社NTT東日本-神奈川、株式会社NTT東日本-千葉、株式会社NTT東日本-山梨、株式会社NTT東日本-茨城となった。 2007年9月4日、株式会社NTT東日本ソリューションズを設立。
2010年7月1日、株式会社NTT東日本-東京南が、株式会社NTT東日本-東京中央、株式会社NTT東日本-東京北、株式会社NTT東日本-東京東、株式会社NTT東日本-東京西を吸収合併し、株式会社NTT東日本-東京に商号変更。
2014年7月1日、株式会社NTT東日本-東京が、株式会社NTT東日本-神奈川、株式会社NTT東日本-千葉、株式会社NTT東日本-山梨、株式会社NTT東日本-茨城、株式会社NTT東日本ソリューションズを吸収合併し、株式会社NTT東日本-南関東に商号変更した。
2023年10月1日より各地域会社の設備保守業務が、株式会社NTT-MEへ業務移管となり、地域会社の業務は営業業務のみとなった。

## 担当エリア
東京都、神奈川県、千葉県、山梨県、茨城県、静岡県の一部

## 組織
- 東京事業部
  - 東京南支店（東京都港区）
  - 東京北支店（東京都新宿区）
  - 東京東支店（東京都台東区）
  - 東京武蔵野支店（東京都府中市）
  - 東京西支店（東京都立川市）
  - 山梨支店（山梨県甲府市）
- 神奈川事業部
  - 神奈川支店（神奈川県横浜市）
  - 川崎支店（神奈川県川崎市）
  - 神奈川西支店（神奈川県藤沢市）
- 千葉事業部
  - 千葉支店（千葉県千葉市）
  - 千葉西支店（千葉県船橋市）
  - 茨城支店（茨城県水戸市）
- ビジネスイノベーション本部（経営会議）
- 営業部
- ビジネスデリバリコーディネート部
- 企画部
- 総務部
- プロキュアメントセンタ

## 主な業務内容
NTT東日本の東京・神奈川・千葉事業部と一体的に業務を運営している。
- 法人・SOHO、在宅向けの情報通信機器、ネットワークサービス、システムソリューション
- 各種商品等に関する注文受付(116等)、コンサルティング及び販売業務
- 電話料金、商品代金等の支払い請求及び料金回収業務
- 公衆電話の設置、及び手数料等の支払い事務